# Peter Jakob Horemans

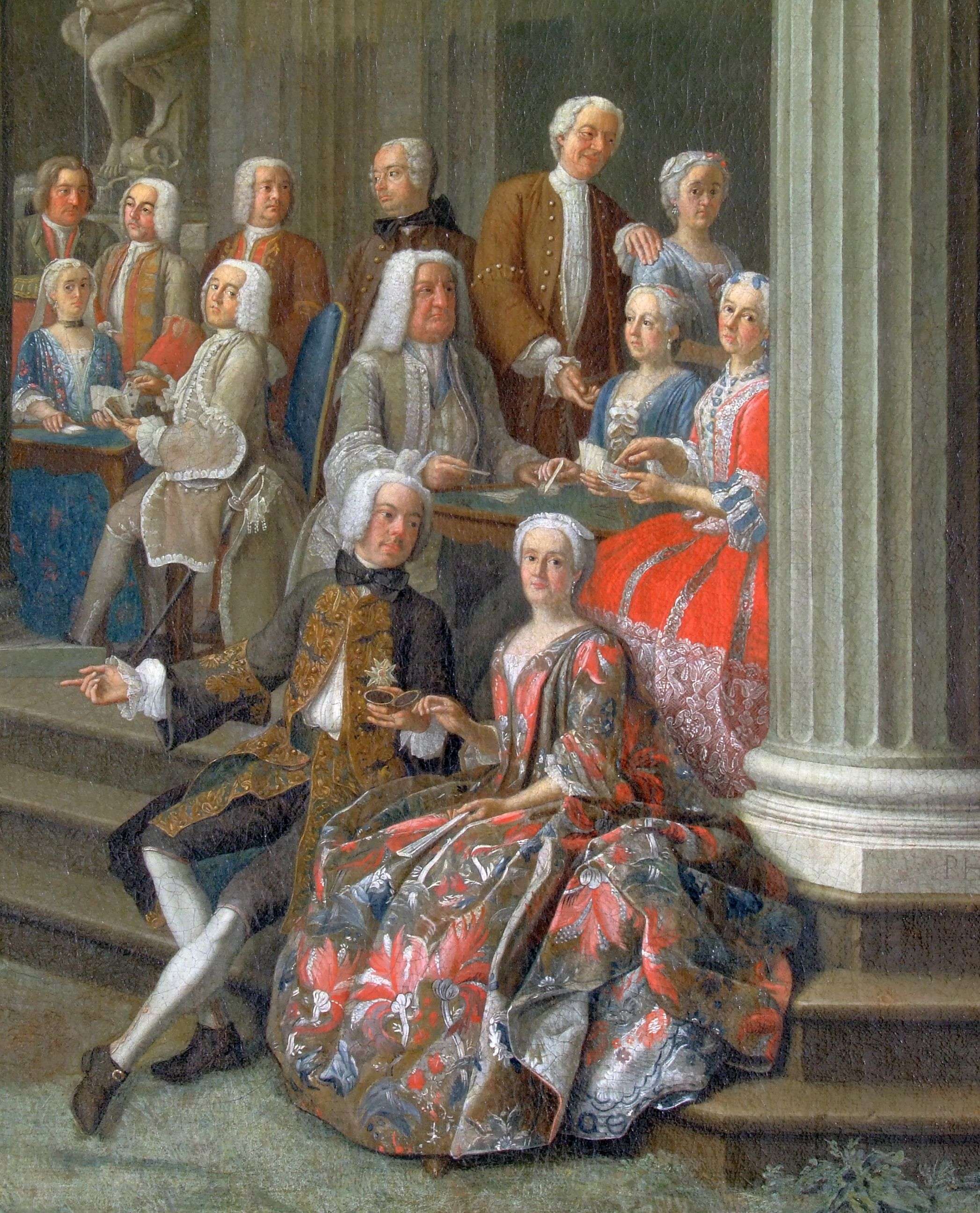
Hofkonzert in Schloss Ismaning (Ausschnitt), um 1733

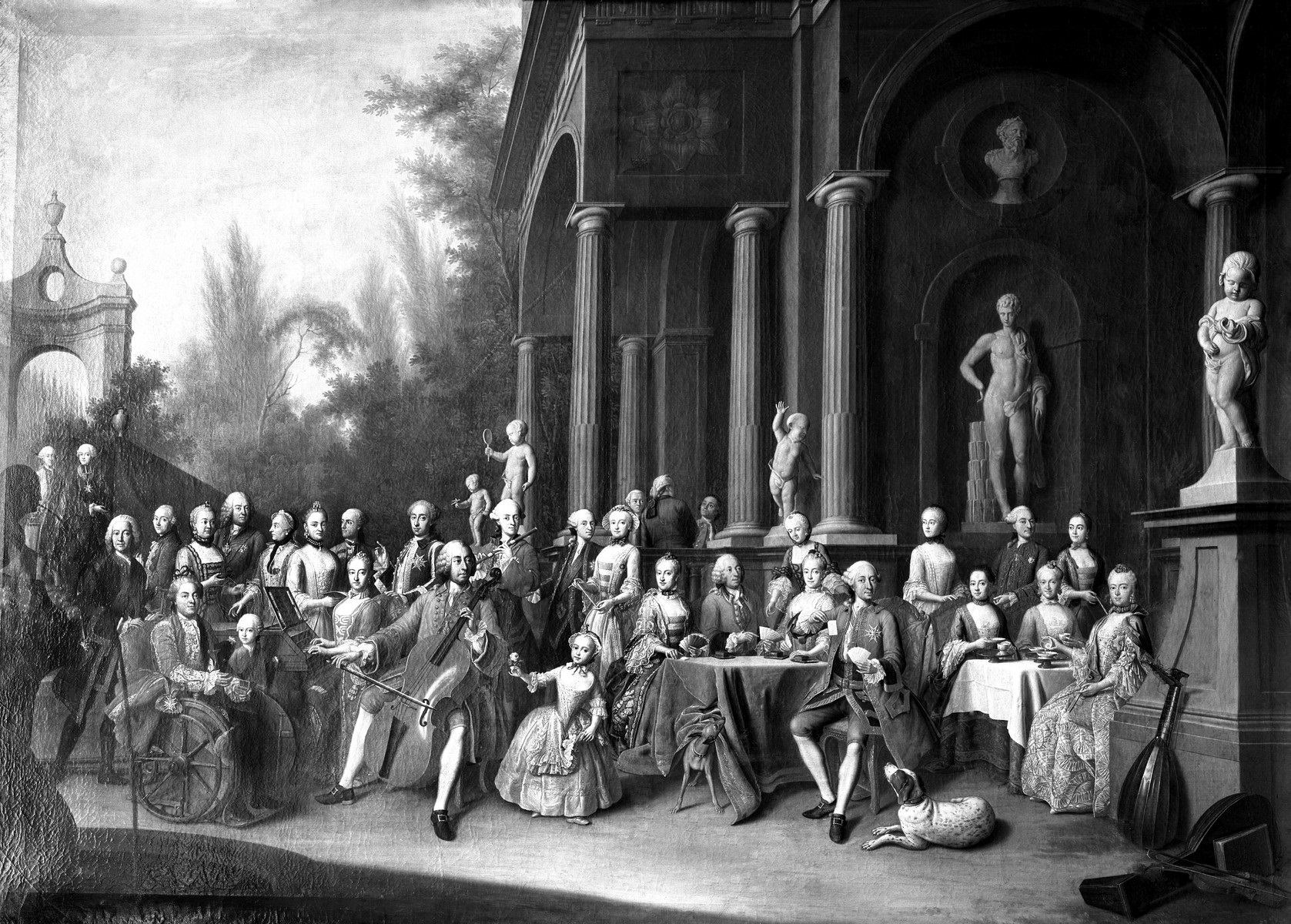
Kurprinz Friedrich Christian von Sachsen und seine Gemahlin Maria Antonia von Bayern im Exil bei ihren kurbayerischen Verwandten (1761)

Peter Jakob Horemans (getauft 26. Oktober 1700 in Antwerpen; † 3. August 1776 in München) war ein flämischer Maler.
Der Sohn eines Notars erhielt seine Ausbildung 1716/17 in Antwerpen bei seinem Bruder Jan Josef Horemans. Auch ein als Maler erfolgreicher Neffe hieß wie der Bruder Im Rahmen seiner Gesellenwanderschaft machte er sich 1724 mit einem befreundeten Maler von Antwerpen auf den Weg nach Rom. 1725 ließ er sich in München nieder. Er wohnte anfangs bei dem Bildhauer Guillielmus de Grof. Wahrscheinlich nach seiner Hochzeit mit einer Münchnerin 1727 wurde er hofbefreiter Maler unter Kurfürst Karl Albrecht. 1769 ernannte man ihn zum Hofmaler.
Horemans malte neben Stillleben und religiösen Bildern vorwiegend Porträts sowie Gruppenbilder von Festen an den Höfen der bayerischen Kurfürsten Karl Albrecht und Max III. Joseph. Er porträtierte vor allem zahlreiche Hofdamen. Zu seinen bedeutendsten Aufträgen gehörte das St. Georgi-Ritterfest von 1729 und die Ausstattung des Jagdzimmers der Amalienburg im Schlosspark Nymphenburg in den 1730er Jahren. Hier schuf er Jagdbilder unter genauer Wiedergabe zeitgenössischer Kostüme. 1761 malte er die kurbayerische und die während des Siebenjährigen Krieges im Münchner Exil lebende kursächsische Familie in einem Konversationsstück beim Musizieren, Kartenspielen und Kaffeetrinken.
Obwohl seit 1765 regelmäßig besoldet, starb Horemans 1776 in ärmlichen Verhältnissen. Er konnte in den letzten Lebensjahren seinen Beruf wegen einer teilweisen Erblindung nicht mehr ausüben, zudem ließen sich seine Bilder nicht mehr gut verkaufen. Er wurde auf dem 1789 aufgelassenen Friedhof der Salvatorkirche begraben.